# منتخب بريطانيا العظمى للكورفبال
منتخب بريطانيا العظمى الوطني للكورف بال (بالإنجليزية: Great Britain national korfball team)‏ هو ممثل المملكة المتحدة الرسمي في المنافسات الدولية في كرة السلة الهولندية .